# Čestmír - Cậu bé biết bay
Čestmír - Cậu bé biết bay (Tiếng Czech: Létající Čestmír, Cậu bé Čestmír biết bay) là một bộ phim truyền hình giả tưởng được phát bằng tiếng Czech dành cho trẻ em của điện ảnh Tiệp Khắc.

## Nội dung
Một hôm đang trên đường đến trường, điều bất ngờ đã xảy ra với Chestmir, cậu bé bị một thiên thạch hút vào và bỗng thấy mình đang ở một hành tinh đầy hoa. Chestmir đã mang từ hành tinh ấy hai bông hoa kỳ lạ về nhà. Những bông hoa này có tác dụng rất đặc biệt: ai ngửi chúng sẽ biết bay hoặc biến thành người lớn. Chính sự kỳ diệu này đã giúp Chestmir cùng những người bạn của mình khám phá biết bao điều lý thú của cuộc sống chung quanh, nhưng ngược lại cũng chính vì vậy mà các bạn nhỏ của chúng ta đã gây ra biết bao rắc rối cho bản thân và những người lớn.Trong khi Chestmir mải mê với những bông hoa kỳ lạ của mình thì thầy giáo Filip cũng bất ngờ bị hút vào một tảng đá màu xanh, thầy đã mang về từ đấy những hạt giống kỳ diệu, nhưng chẳng may đã bị ông thợ cắt tóc Blekha lấy cắp. Ông ta đã lợi dụng sự huyền diệu đó để làm lợi cho bản thân và gia đình. Chỉ trong một đêm, Oskar—con trai của ông—đã biến từ một học trò lười biếng và học kém nhất trường trở thành người đứng đầu của một viện nghiên cứu khoa học, còn bản thân ông thì trở thành giám đốc của một bệnh viện nổi tiếng...Liệu những âm mưu của ông Blekha có tồn tại lâu dài? Bí mật của những bông hoa kỳ diệu có được khám phá? Mọi người có tin vào những lời kể của Chestmir về hành tinh hoa ?..

## Diễn viên
- Lukáš Bech (Čestmír Trnka)
- Antonín Kala (Oskar Blecha)
- Vladimír Menšík (Trnka)
- Zdena Hadrbolcová (Trnková)
- Ivana Andrlová (Zuzana Trnková)
- Petr Nárožný (holič Blecha)
- Iva Janžurová (Blechová)
- Ivan Vyskočil (učitel Filip Janda)
- Jiří Sovák (profesor Langmajer)
- Jiřina Bohdalová (učitelka Klepáčová)
- Stella Zázvorková (ředitelka školy)
- Martin Růžek (Giáo sư Ohlsson)

## Nhạc phim
Chú bé biết bay (Létající Čestmír) - Michal David